# Troglochthonius doratodactylus
Troglochthonius doratodactylus är en spindeldjursart som beskrevs av Helversen 1968. Troglochthonius doratodactylus ingår i släktet Troglochthonius och familjen käkklokrypare. Inga underarter finns listade i Catalogue of Life.